# Tolga Özkalfa
Tolga Özkalfa (* 22. April 1977 in Nazilli) ist ein ehemaliger türkischer Fußballschiedsrichter.

## Werdegang
Vor seiner Schiedsrichtertätigkeit war Özkalfa vier Jahre lang Torwart bei dem Amateurverein Nazilli 5 Eylül Spor.
Er ist Schiedsrichter seit 1998 und pfeift für die Provinz Izmir. Sein Debüt in der höchsten türkischen Fußballliga, der Süper Lig, gab Özkalfa am 14. August 2004; er leitete die Begegnung MKE Ankaragücü gegen İstanbulspor (0:0).
Von 2010 bis 2013 war er FIFA-Schiedsrichter.
Nachdem ihn der Schiedsrichterverband 2017 in die TFF 1. Lig absteigen ließ, verkündete Özkalfa sein Karriereende.

## Privates
Özkalfa erlangte seinen Schulabschluss in seiner Heimatstadt Nazilli und fing daraufhin sein Medizinstudium an der Ege Üniversitesi an. Nach seinem erfolgreichen Studium eröffnete er eine eigene Zahnarztpraxis in der Stadt Güzelyalı, Konak (Izmir). Seitdem arbeitet er dort als Zahnarzt.
Özkalfa ist mit Esra Özkalfa, einer Übersetzerin, verheiratet.